# Festival da Canção Infantil da Madeira
O Festival da Canção Infantil da Madeira é um festival e concurso musical realizado anualmente na Ilha da Madeira desde 1982. O festival foi idealizado por Manuela Aranha, Diretora Regional da Cultura, à data da criação do festival, com o objetivo de selecionar um representante da região na Gala dos Pequenos Cantores da Figueira da Foz.
As suas três primeiras edições foram realizadas no Teatro Municipal Baltazar Dias e coordenadas pela Direção Regional dos Assuntos Culturais. Em 1985, a organização do festival fica à tutela da Secretaria Regional da Educação. É também a partir desse mesmo ano, que o festival passa a ser realizado no Centro de Congressos da Madeira. Em 1990, e ainda sob a tutela da Secretaria Regional da Educação, o evento fica a cargo do Gabinete Coordenador de Educação Artística. Desde 2019, o evento é organizado pelo Conservatório-Escola Profissional das Artes da Madeira – Eng. Luiz Peter Clode resultante da absorção do Gabinete Coordenador de Educação Artística por este último.
Entre os anos de 2012 e 2015, o festival incluiu a participação de jovens, tendo adotado o nome de Festival da Cancao Infanto-Juvenil da Madeira durante esse período.

## Canções vencedoras
| Ano  | Nome da Canção            | Letra                  | Música                             | Interprete                                                      |
| ---- | ------------------------- | ---------------------- | ---------------------------------- | --------------------------------------------------------------- |
| 1982 | O Meu Jardim              | Irene Lucília          | Carlos Gonçalves                   | Mónica Alexandre Freitas                                        |
| 1983 | Lagartinha                | Irene Lucília          | João Atanásio                      | Andreia Jardim                                                  |
| 1984 | Estrelinha Pisca-Pisca    | Isabel Mendonça Soares | Isabel Clode                       | Ana Maria e Maria João                                          |
| 1985 | Flor Borboleta            | Luísa Helena           | João Atanásio                      | Ana Luísa                                                       |
| 1986 | Os meus Brinquedos        | Maria Aurora           | João Atanásio                      | João Clode                                                      |
| 1987 | Bolas Bolas, Bolinhas     | Luísa Helena           | António Barbosa                    | Fábia Cristina                                                  |
| 1988 | A Escola                  | António Castro         | João Atanásio                      | Luís Bruno                                                      |
| 1989 | Marinheiro de Sonho       | Ana José Barbosa       | Carlos Gonçalves                   | Paulo Jorge, Bruno Miguel, Cláudio Josué e Flávio Quirino       |
| 1990 | Macaco de Imitação        | Bernardete Falcão      | João Atanásio                      | Petra Camacho                                                   |
| 1991 | Cavalinho de Pau          | Rui Gonçalves Silva    | Carmelita Lucas e Miguel Travessos | Luís Miguel                                                     |
| 1992 | Estrelinhas na praia      | Marta Sofia            | Vanda Leónia Ferreira              | Nádia Vanessa, Cláudia Patrícia, Maria Rita e Carolina Teixeira |
| 1993 | Gota d'água               | Maria Manuela Homem    | João Atanásio                      | Débora                                                          |
| 1994 | Pinóquio                  | Rui Duarte Silva       | Marino de freitas                  | Maria da Luz Moya / Cátia Sousa                                 |
| 1995 | Sonho de Menina           | Adérito Gouveia        | Francisco Freitas                  | Ana Cristina                                                    |
| 1996 | O Meu Despertador         | Adérito Gouveia        | Francisco Freitas                  | Élia Jacinta                                                    |
| 1997 | Pedrinha da Praia         | Iolanda Santos         | José Alberto Reis                  | Paula Isabel                                                    |
| 1998 | Aranha Trapezista         | Noémi Reis             | Maria João Caires                  | Roberto Faria                                                   |
| 1999 | Caixa Encantada           | Idalina Nunes          | Jorge Conduto                      | Sara Graciete                                                   |
| 2000 | Mar, meu Amigo            | Cândida Inácio         | Duarte Inácio                      | Vanessa Pita                                                    |
| 2001 | Piano Amigo               | Irene Lucília          | Ricardo Rodrigues                  | Joana Ferreira                                                  |
| 2002 | Segredinhos no Mar        | Ana Isabel Nunes       | Duarte Nuno Andrade                | Ester Caldeira                                                  |
| 2003 | Centopeia Bailarina       | Noémi Reis             | Maria João Caires                  | Lisa Carolina Delgado                                           |
| 2004 | Nascimento de uma Boneca  | António Castro         | Duarte Inácio                      | Renata Rosário                                                  |
| 2005 | Bolinhas de Encantar      | Bernardo Vasconcelos   | Maria José Ferreira                | Elisa Caldeira                                                  |
| 2006 | Sou Menina Traquina       | António Castro         | João Atanásio                      | Catarina Atanásio                                               |
| 2007 | O Galo Despertado         | Ana Paula Spínola      | Maria José Ferreira                | Carolina Paixão                                                 |
| 2008 | Estrela de Encantar       | Leandro Costa          | Leandro Costa                      | Ana Carolina Ferreira                                           |
| 2009 | Ao Sabor do Hip-Hop       | Noémi Reis             | João Caldeira                      | Madalena Garcia                                                 |
| 2010 | Sentir a Ilha             | Rita Paula Silva       | Ricardo Rodrigues                  | Diogo Garcia                                                    |
| 2011 | No Tempo dos pais         | João Carlos Mota       | Ricardo Rodrigues                  | Ana Madalena Gonçalves                                          |
| 2012 | Pop Star                  | José Carlos Mota       | João Caldeira                      | Micaela Sousa                                                   |
| 2013 | Gira Carrossel            | Maria Santos           | Margarida Santos e Catarina Santos | Beatriz Martinho                                                |
| 2014 | O Avô Campeão             | António Castro         | Maria Ferreira                     | Natacha Aguiar                                                  |
| 2015 | Ginasticar                | Carolina Caires        | Carolina Caires                    | Beatriz Martinho                                                |
| 2016 | Como é Bom Sonhar         | Adriana Faria          | Márcio Faria                       | Júlia Ochoa                                                     |
| 2017 | Olá Pitanga               | Vitor Caires           | Carolina Caires                    | Iara Almas                                                      |
| 2018 | Fabo                      | Ana Paula Vicente      | João Paulo Silva                   | Diogo Silva                                                     |
| 2019 | Olhar de Criança          | Noémi Reis             | Cristina Silva                     | Ana Santos                                                      |
| 2020 | Na Dança do Sonho         | Noémi Reis             | Cristina Silva                     | Carolina Gonçalves                                              |
| 2021 | Sou Princesa do meu Reino | Noémi Reis             | Maria João Caires                  | Maria Matilde Rebolo                                            |
| 2022 | Um mundo de amor sem fim  | Cândida Inácio         | Emanuel Inácio                     | Ana Luísa Inácio                                                |
| 2023 | Carta à Paz               | Adriana Faria          | Adriana Faria e Márcio Faria       | Vera Ramos                                                      |
| 2024 | Um Mundo Melhor           | Ana Raquel Moreira     | Ana Raquel Moreira                 | Isabela Andrade                                                 |
| 2025 | Caravela do Espaço        | Maria João Silva       | Maria João Silva                   | Paulo Silva                                                     |